# هيوب لودولف
هيوب لودولف (بالألمانية: Hiob Ludolf)‏ مستشرق و عالم لغويات ألماني ، هو أول و أشهر من اهتم باللغات الإثيوبية السامية من الغربيين، اعتبر المؤرخ البريطاني إدوارد أولاندورف اسمه هو الألمع بين كل المتخصصين في الدراسات الإثيوبية 

## حياته
ولد في 14 يونيو 1625 ، بعد دراسة الفلسفة في أكاديمية إرفورت في منطقة لايدن الألمانية ، سافر لودولف بغرض زيادة معارفة اللغوية ، و بينما كان يبحث قي روما عن وثيقة بطلب من المحكمة السويدية (1649) نشأت علاقة بينه و بين راهب غريغوري من إثيوبيا ، من مناطق قبيلة الأمهرا ، و حصل من الراهب على معرفة وافية عن اللغة الجعزية ،.
في العام 1652 عمل في خدمة دوق ساكس غوته، و استمر فيها حتى 1678 ، في العام 1683 زار إنجلترا للترويج لمشاريع تجارية مع إثيوبيا و لكن جهوده لم تتكلل بالنجاح نتيجة لعارضة الكنيسة الإثيوبية الأرذثوذكسية لها، و عندما عاد مرة أخرى لفرانكفورت وهب نفسه للأدب، و استمر في ذلك حتى وفاته، و في العام تم تعيينه رئيساً ل Collegium Imperiale Historicum أو أكاديمية التاريخ الملكية. توفي في 8 أبريل من العام 1704.

## أعماله
يقال أن أعماله متعلقة ب 25 لغة، تتضمن Sciagraphia historiae aethiopicae الصادر في (يينا 1676) و the Historia aethiopica (فرانكفورت 1681) و الذي ترجمته إلى اللغات: الإنجليزية والفرنسية والهولندية ، و العملان الآخران المكملان لهما بحسب إدوارد أولاندورف هما: (Commentarius (1691 و ( Appendices) (1693-1694) . يقول لاندورف إن معاجم لودولف في اللغة الأمهرية واللغة الجعزية بالإضافة إلى القواعد تنبع أهميتها من كونها سابقة لزمانها المبكر جدا و بقيت لأكثر من قرن و نصف المرجع الذي لا غني عنه لدراسة هذه اللغات. بينما يظل كتابه التذكاري في التاريخ الإثيوبي  ( الذي علق عليه تعليقات وافية) صالحاً حتى الآن للقراءة بغرض البحث الأكاديمي أو مجرد متعة القراءة. و من بين أعماله أيضاً:
- Grammatica linguae amharicae (Frankfort, 1698)
- Lexicon amharico-latinum (Frankfort, 1698)
- Lexicon aethiopico-latinum (Frankfort, 1699)
- Grammatica aethiopica (London, 1661, and Frankfort, 1702)

## المكانة العلمية و تخليد ذكراه
سميت باسمه وحدة درسات إثيوبيا في معهد الدرسات الأفريقية و الآسيوية بجامعة فرانكفورت الألمانية و هي الجهة التي تصدر موسوعة إثيوبيا .
كما أن الأسلوب الذي اتبعه في دراسة اللغتين الامهرية و السامية صار هو المنهج الذي يسير عليه معظم العلماء المتخصصين في هذه اللغات و قد أشارو إليه كثيراً في مثدمات كتبهم خاصة وولف ليسالو و ليزنبيرغ